# Cala sa Nau (Felanitx)
Cala sa Nau ist eine kleine schmale Bucht im Osten der Baleareninsel Mallorca. Sie befindet sich im östlichen Teil des Gemeindegebietes von Felanitx zwischen Cala d’Or und Portocolom.

## Lage und Beschreibung
Die s-förmige Bucht hat eine Breite von etwa 200 Metern und eine Länge von etwa 400 Metern. Sie befindet sich 1,5 Kilometer nördlich von Cala d’Or und bildet einen Einschnitt in den etwa 10 Meter hohen Kalkstein dieser Küste. Die Umgebung besteht vorwiegend aus offenem brauen Kalkstein mit vielen Höhlen, insbesondere an der Küste. Die steilen Wände und die Höhlen der Bucht sind ein bekanntes Kletterrevier. Das Land ist, wo es möglich ist, vor allem mit Pinien, Wacholder und Buschwerk bewachsen. An dem Ende der Bucht befindet sich ein etwa 60 Meter breiter und 70 Meter langer Sandstrand. Die Umgebung der Bucht ist fast vollständig naturbelassen. Am Strand befindet sich eine Strandbar und ein Liegenverleih. Duschen und Toilette stehen zur Verfügung. Die Stiftung für Umwelterziehung hat den Strand der Cala sa Nau mit der Blauen Flagge, dem Zeichen für nachhaltigen Tourismus, ausgezeichnet.

## Zugang
Der Zugang zur Bucht ist über eine etwa zwei Kilometer lange schmale Straße möglich. Direkt oberhalb des Strands befindet sich ein kleiner kostenpflichtiger Parkplatz. Der Weg hinunter an den Strand führt über eine befestigte Treppe. Es ist auch möglich, mit einem Boot in die Bucht zu fahren und vor dem Strand zu ankern.

## Tauchplatz

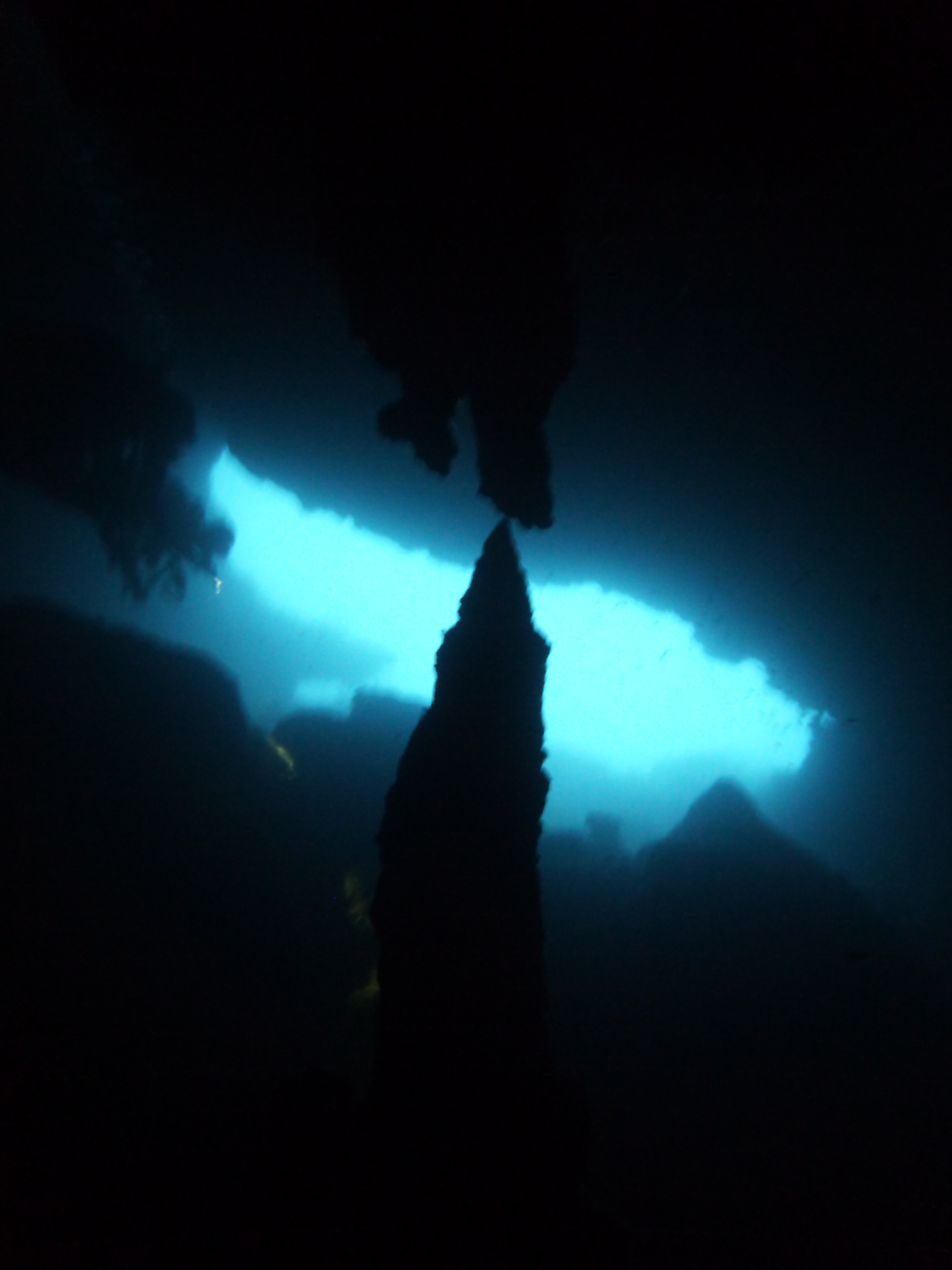
Blick aus der Mariengrotte in Richtung Eingang

Die gesamte Bucht ist ein sehr gutes Schorchel- und Tauchgebiet. Schnorcheln als auch Tauchen sind vom Strand aus möglich, die weiter in der Bucht befindlichen Plätze sind allerdings komfortabel nur mit einem Boot zu erreichen. Die maximale Tiefe in der Bucht beträgt etwa 10 Meter, am Eingang der Bucht liegt die Wassertiefe bei etwa 20 Metern. Auf der südlichen Seite befindet sich eine gut betauchbare Höhle, die Mariengrotte. Sie hat eine Tiefe von etwa 80 Metern, bei einer Breite von etwa 40 Metern. Die Wassertiefe in der Höhle beträgt zwischen drei und acht Metern. Die Höhle ist ein einziger großer Raum, der Ausgang ist immer sichtbar. An der Decke im zentralen Bereich befindet sich eine etwa 1 Meter hohe Luftblase, in die man auftauchen kann.
Das Höhlensystem entstand durch Verkarstung des Kalksteins in Zeiten eines niedrigeren Meeresspiegels (siehe Eustasie). In diesen Zeiten sind in dem großen Höhlenraum Tropfsteine entstanden, die noch heute zu sehen sind.